# گورستان تلاسر
گورستان تلاسر در شهرستان املش، بخش رانکوه، روستای کشمش واقع شده و این اثر در تاریخ ۲ آبان ۱۳۸۲ با شمارهٔ ثبت ۱۰۶۶۹ به‌عنوان یکی از آثار ملی ایران به ثبت رسیده است.